# 1699
1699 (MDCXCIX) fue un año común comenzado en jueves según el calendario gregoriano.

## Acontecimientos
- Francia, Inglaterra y Países Bajos firman en Londres un nuevo reparto de los reinos españoles.
- 5 de enero: se registra un fuerte terremoto de 8,0 en la isla de Java, Indonesia.
- 26 de enero: Se firma el Tratado de Karlowitz
- 14 de mayo: Se funda el Poblado de San Pedro Caro en Michoacán
- 25 de diciembre: el primer terremoto registrado de la Falla de Nueva Madrid (estado de Misuri, Estados Unidos).

## Arte y literatura
- Nicolas de Grigny da a conocer un Libro de órgano.

## Nacimientos
- 23 de marzo: John Bartram, botánico estadounidense (f. 1777).
- 9 de mayo: Gregorio Mayans, polígrafo español (f. 1781).
- 13 de mayo: marqués de Pombal, estadista portugués (f. 1782).
- 17 de agosto: Bernard de Jussieu, médico y botánico francés (f. 1777).
- 2 de noviembre: Jean Siméon Chardin, pintor francés (f. 1779).
- Diciembre: José de Iturriaga, militar y político español (f. 1767).
- 10 de diciembre: Cristián VI, rey danés entre 1730 y 1746 (f. 1746).

## Fallecimientos
- 21 de abril: Jean Racine, dramaturgo francés (n. 1639)
- Eugenia Martínez Vallejo Posible primera persona nacida con Síndrome de Prader-Willi.